# Sophie Alour

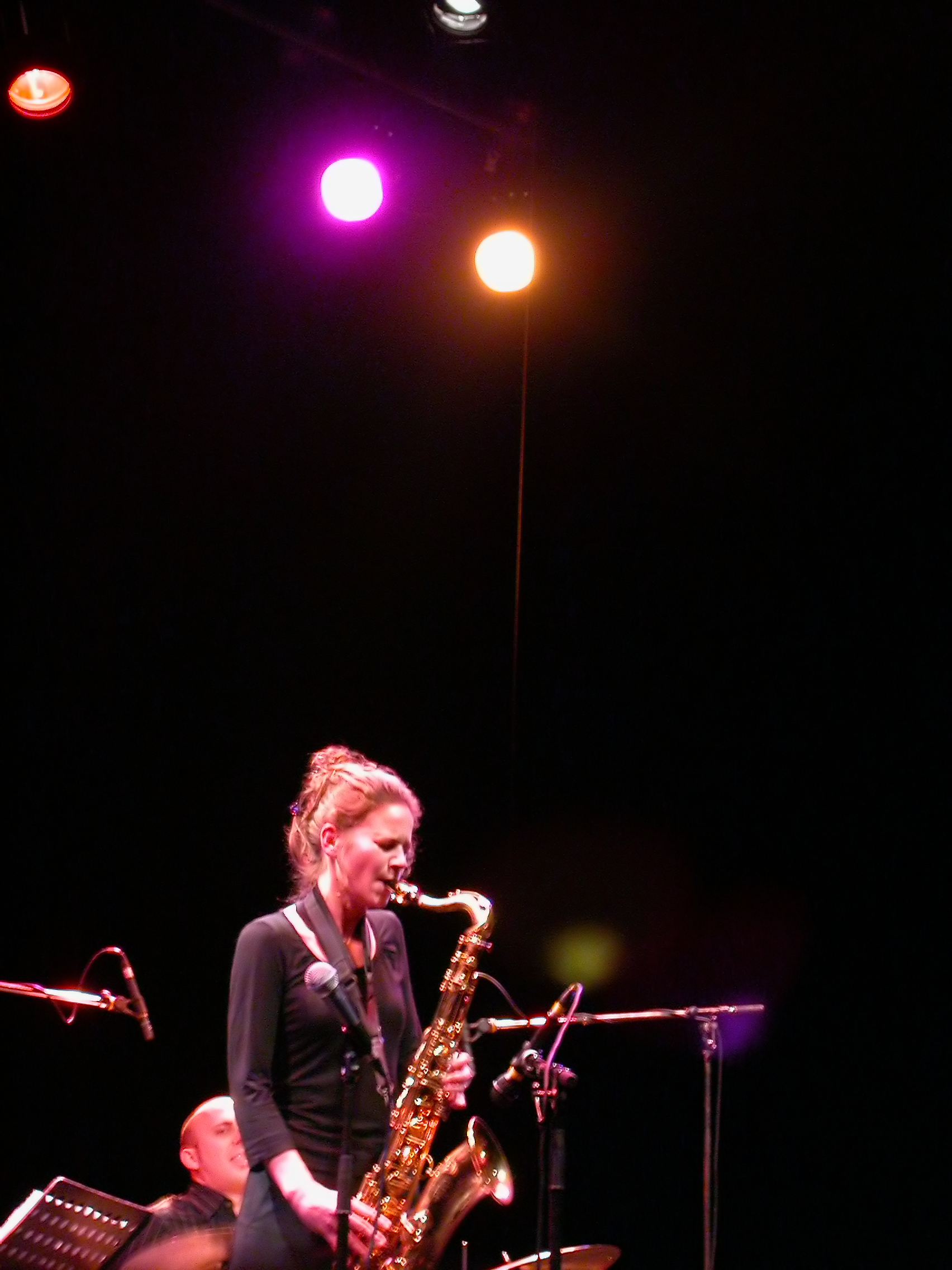
Sophie Alour en 2005.

Sophie Alour (née le 24 décembre 1974 à Quimper) est une saxophoniste française de jazz.
C'est la sœur de la pianiste Chrystelle Alour et du trompettiste Julien Alour. Formée initialement à la clarinette, elle s'exprime principalement au saxophone ténor. Elle débute en 2000 avec des musiciens comme Stéphane Belmondo, Christophe Dal Sasso puis Rhoda Scott, et enregistre depuis 2005 ses propres albums dans des formats différents, proposant compositions personnelles et improvisation libre.

## Biographie
Sophie Alour s'initie à la clarinette à partir de 13 ans, dans une école de musique à Quimper. Elle raconte plus tard qu'elle n'aime à l'époque pas cet instrument, et cherche à reproduire sans succès la sonorité du saxophone ténor de John Coltrane. Son apprentissage du saxophone ténor débute plus tard, vers 19 ans, principalement en autodidacte et lors des cours suivis dans les écoles parisiennes de jazz et de musiques, le CIM et l'IACP.
La jeune saxophoniste fait ses débuts sur la scène jazz en 2000 en participant au « Vintage Orchestra ». Cette année-là, elle s'associe également au trompettiste Stéphane Belmondo pour former un sextet et se produit dans différents clubs parisiens. Elle participe aussi à l'orchestre de Christophe Dal Sasso.
Sophie Alour intègre en 2004 un quartet de musiciennes dirigé par l'organiste Rhoda Scott, en compagnie d'Airelle Besson et de Julie Saury, ce qui lui permet de développer davantage son jeu au saxophone. Au cours de l'année, elle attire aussi l'attention du trompettiste Wynton Marsalis qui choisit de la faire participer à son orchestre. Elle est également sollicitée pour participer à un projet du batteur Aldo Romano et se fait remarquer par son interprétation sur la grande scène de Jazz à Vienne en 2004.

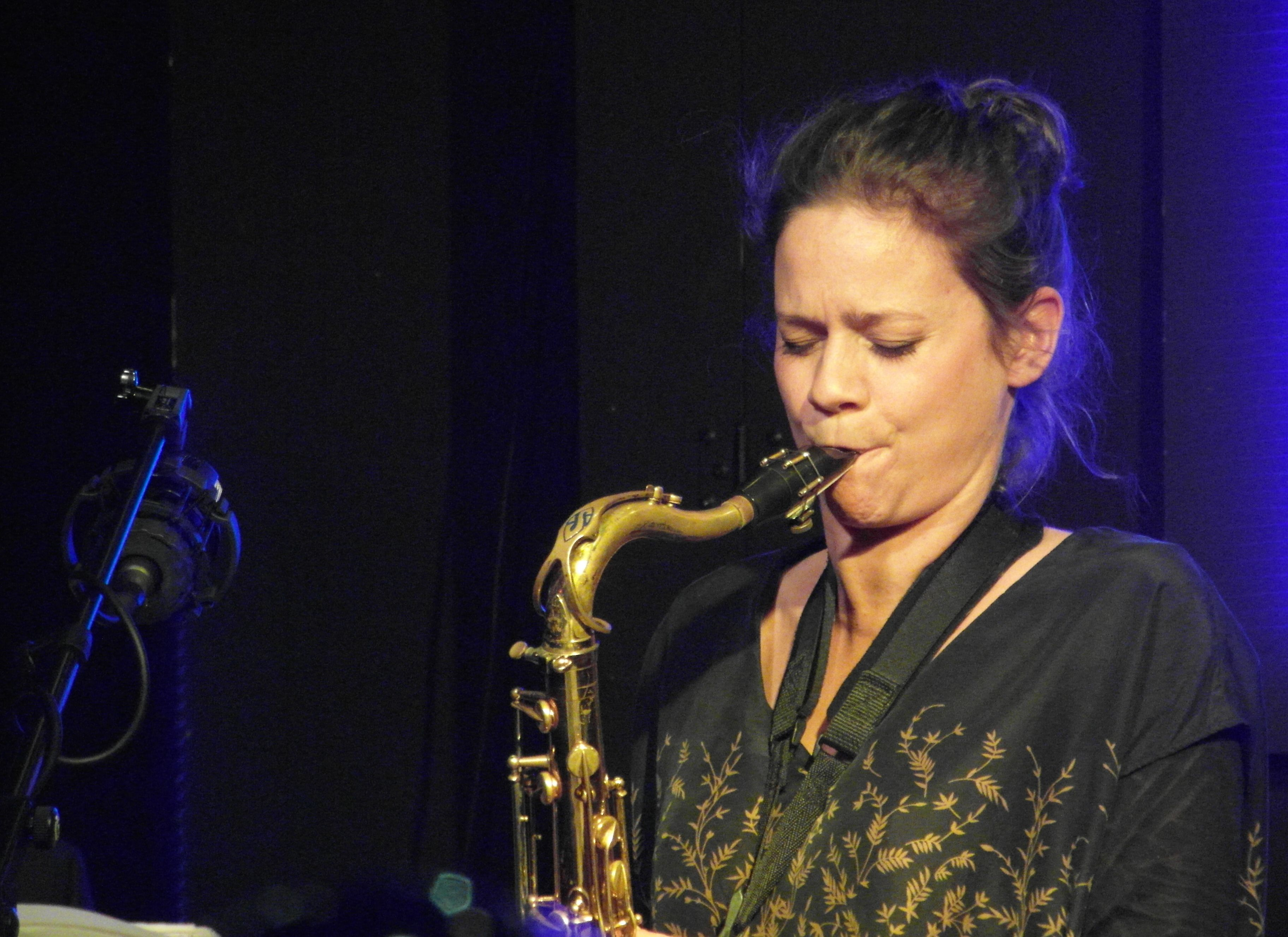
Sophie Alour au saxophone ténor.

L'année suivante elle fait paraître Insulaire, un premier album en leader qui est bien apprécié par la critique. Elle collabore à nouveau avec le groupe Vintage Orchestra sur l'enregistrement de l'album Thad.
En 2006, elle participe à l'enregistrement de l'album Ouverture de Christophe Dal Sasso et des frères Belmondo.
En 2007, la saxophoniste accompagne le quintet du pianiste Alexandre Saada lors des enregistrements de son album Be Where You Are. Cette année-là, elle publie son deuxième album Uncaged qui reçoit de bonnes évaluations par la critique. Pendant 2 ans elle se produit dans différentes villes en France ainsi qu'à l'étranger. En 2010, Sophie Alour présente son troisième album intitulé Opus 3, un trio en compagnie du contrebassiste Yoni Zelnik et du batteur Karl Jannuska, deux musiciens présents sur son album précédent. L'année suivante elle participe à l'enregistrement de l'album Prétextes de Christophe Dal Sasso.
En 2012, la saxophoniste fait paraître un nouvel album intitulé La géographie des rêves. Sophie Alour forme un nouveau quintet avec deux musiciens qu'elle connaît bien, Yoann Loustalot et Nicolas Moreaux, et deux nouveaux Frédéric Pasqua à la batterie et Stéphan Carraci au vibraphone.
En 2020, elle monte un nouveau trio, Le Temps virtuose, avec Guillaume Latil au violoncelle et Pierre Perchaud à la guitare acoustique et électrique. L'album Le Temps virtuose sort en octobre 2023, le trio y est rejoint par la batteuse Anne Paceo.

## Style
Formée à la clarinette dans son adolescence, Sophie Alour choisit sur ses trois premiers albums de s'exprimer au saxophone ténor. Sur l'album La géographie des rêves, elle interprète pour la première fois certains morceaux à la clarinette basse, une autre approche qui complète son mode d'expression. Enregistrant en trio, quartet ou quintet, les morceaux qu'elle interprète peuvent être entièrement ou partiellement composés, offrant aussi la place à l'improvisation pour le groupe, sans chercher à reproduire des codes ou les formats habituels du jazz. Son jeu au saxophone se caractérise par une posture souvent posée, une gestuelle simple sans déhanché ou coups de menton. L'auteur Philippe Carles mentionne qu'elle est « à l'aise dans les graves élégants » et qualifie le son de son instrument de « serein mais jamais dénué de grain ».

## Récompenses
- 2007 : Djangodor dans la catégorie nouveau talent[7].
- 2020 : Prix Django-Reinhardt[8]
- 2022 : Artiste instrumental aux Victoires du jazz
- 2022 :  Chevalier de l'ordre des Arts et des Lettres[2]

## Discographie
- 2005 : Insulaire (Plus Loin Music) Quartet avec Sylvain Romano, David Grebil, Guillaume Naud et deux invités, Stéphane Belmondo et Emmanuel Bex.
- 2007 : Uncaged (Plus Loin Music) Un quintet avec Laurent Coq au Fender Rhodes, Yoni Zelnik à la contrebasse, Karl Jannuska à la batterie et Sébastien Martel invité à la guitare.
- 2010 : Opus 3 (Plus Loin Music) Alour est principalement au ténor dans un trio sans piano, avec le contrebassiste Zelnik et le batteur Jannuska.
- 2012 : La géographie des rêves (Plus Loin Music) En quintet avec Stéphan Caracci au vibraphone, Frédéric Pasqua à la batterie, Yoann Loustalot à la trompette et Nicolas Moreaux à la contrebasse.
- 2014 : Shaker (Naïve)
- 2018 : Time for Love (Music From Source)
- 2021 : Joy (Enjoy) (Music From Source) Octet avec Sophie Alour au Saxophone ténor, flûte et compositions, Raphaëlle Brochet au chant indien, Fiona Monbet au violon, Abdallah Abozekry au saz et chant, Damien Argentieri au piano, Donald Kontomanou à la batterie, Philippe Aerts à la contrebasse, Ersoj Kazimov à la derbouka.
- 2023 : Le Temps virtuose (Music From Source)

### En tant qu'invitée

#### Avec Christophe Dal Sasso
- 2004 : Ouverture, Dal Sasso Big Band (Ouverture)
- 2011 : Prétextes (Discograph)
- 2014 : John Coltrane: A Love Supreme, Dal Sasso/Belmondo Big Band (Jazz&People)
- 2019 : The Palmer Suite, Dal Sasso Big Band (Jazz&People)
- 2021 : John Coltrane's Africa/Brass Revisited, Dal Sasso Big Band (Jazz&People)[9]

#### AvecAlexandre Saada
- 2005 : Be Where You Are (Codæx)
- 2008 : Panic circus (Promise Land)

#### AvecRhoda Scott
- 2017 : We Free Queens (Sunset)
- 2021 : Lady All Stars (Sunset Records)

#### Autre participations
- 2004 : Vintage Orchestra, Thad (Nocturne)
- 2008 : Alexandre Saada, Panic circus (Promise Land)
- 2017 : François Morel, La vie, titre provisoire (Jive/Epic)
- 2020 : Thomas Dutronc, Frenchy (Blue Note/Tomdu/Choï Music/Universal)